# Alonzo, muž bez rukou
Alonzo, muž bez rukou nebo také Neznámý (v anglickém originále The Unknown) je americký němý filmový horor režiséra Toda Browninga. Hlavní roli ve filmu hraje Lon Chaney, který ztvárnil postavu cirkusového vrhače nožů Alonza. Na jedné ruce má dva palce a proto se snaží je zakrýt tím, že předstírá, že nemá ruce. Později se zamiluje do Nanon (Joan Crawfordová) a ruce si nechá uříznout.